# Dyego Coelho
Dyego Rocha Coelho (São Paulo, 22 de março de 1983) é um treinador e ex-futebolista brasileiro que atuava como lateral-direito. Atualmente está no Portimonense Sub-23.
Quando jogador, foi revelado pelo Corinthians e atuou no clube de 2003 a 2008. Seus principais títulos foram o Campeonato Brasileiro de 2005, o Campeonato Paulista de 2003, a Copa do Mundo Sub-20 de 2003 e o Campeonato Mineiro de 2007. Após se aposentar, retornou ao Timão no início de 2016 para exercer a função de auxiliar-técnico de Osmar Loss na equipe Sub-20.

## Carreira como jogador

### Início
Revelado nas categorias de base do Corinthians, sua estreia no time profissional aconteceu dia 3 de julho de 2003, na vitória por 2–0 contra o Atlético Mineiro. Com os anos e o seu eficiente apoio pelos lados do campo, firmou-se entre os titulares da equipe. Foi um jogador importante na reta final da conquista do Campeonato Brasileiro de 2005, chamando a responsabilidade nas cobranças de faltas, pênaltis e escanteios. No ano seguinte (2006), o jogador viria a fazer um gol contra a sua própria meta, em partida válida pela Libertadores. O lance acabou gerando críticas a ele, que optou por deixar o Parque São Jorge.

### Atlético Mineiro
Outro fato marcante da carreira de Coelho aconteceu no dia 16 de setembro de 2007, em um Atlético Mineiro e Cruzeiro, em que, com uma forte entrada, agrediu o atacante Kerlon, do Cruzeiro, quando este fazia o "drible da foquinha". Este fato teve grande repercussão na mídia nacional, dividindo opiniões se o drible de Kerlon era ou não futebol arte.
No dia 21 de agosto de 2009 ele voltou ao Atlético Mineiro, sendo reapresentado após uma temporada no Bologna, da Itália. Entretanto, sua segunda passagem pelo Galo durou menos de um ano, e o jogador foi dispensado logo após a conquista do Campeonato Mineiro de 2010.

### Karabükspor
Jogou a temporada de 2011 no Karabükspor, da Turquia.

### Bahia
No dia 3 de janeiro de 2012, foi anunciado como novo reforço do Bahia. Nessa temporada Coelho se lesionou mais do que jogou; fez apenas 11 jogos, marcou só um gol, e deixou o clube por falta de produtividade. 

### Guaratinguetá e Atlético Sorocaba
Em 2013 defendeu o Guaratinguetá, e em 2014, defendeu o Atlético Sorocaba, onde encerrou a carreira de jogador nesse mesmo ano. 

### Seleção Brasileira
Pela Seleção Brasileira, disputou a Copa Ouro da CONCACAF de 2003, na qual foi montada uma equipe de idade olímpica para representar a seleção principal. O time encerrou o torneio conquistando o 2º lugar. 
Disputou também os Jogos Pan-Americanos de 2003, onde marcou um gol e obteve a Medalha de Prata. No mesmo ano ainda disputou a Copa do Mundo Sub-20, tendo conquistado o título.

## Carreira como treinador
Em 2015, retornou ao Corinthians para trabalhar como auxiliar técnico da equipe sub-20. Em 18 de junho desse mesmo ano fez sua estreia como técnico interino no Campeonato Brasileiro Sub-20, contra o Coritiba. A partida terminou em 2–2.
No dia 28 de novembro de 2018, foi anunciado como auxiliar técnico do Guarani. No dia 15 de abril retornou ao Corinthians para comandar a equipe Sub-20.
No dia 3 de novembro de 2019, após a demissão do técnico Fábio Carille, Coelho assumiu o Corinthians, interinamente, como técnico. Voltou a assumir o cargo em setembro de 2020, após demissão de Tiago Nunes.

### Metropolitano
Foi anunciado pelo Metropolitano no dia 8 de fevereiro de 2021.

## Títulos

### Como jogador
Corinthians
- Campeonato Paulista: 2003
- Campeonato Brasileiro: 2005
- Troféu Osmar Santos: 2005

Atlético Mineiro
- Campeonato Mineiro: 2007 e 2010

Bahia
- Campeonato Baiano: 2012[14]

Seleção Brasileira
- Copa do Mundo Sub-20: 2003